# Absinthe (album)
Absinthe (Assenzio) è l'atto finale della discografia dei Naked City. A differenza dei dischi precedenti, la musica di Absinthe è costantemente in uno stile ambient e noise.

## Ispirazioni
I titoli di molti dei suoi brani si riferiscono alle opere di Paul Verlaine, Charles Baudelaire e altri personaggi del movimento Decadent fin de siècle, e alla bevanda da cui prende il nome l'album. La copertina e le note di copertina dell'album contengono fotografie del surrealista tedesco Hans Bellmer.

## Tracce
Tutte le composizioni sono di John Zorn.
1. Val De Travers
2. Une Correspondance
3. La Fée Verte
4. Fleurs Du Mal
5. Artemisia Absinthium
6. Notre Dame De L'oubli (For Olivier Messiaen)
7. Verlaine: Part I: Un Midi Moins Dix
8. Verlaine: Part II: La Bleue
9. ...Rend Fou

## Formazione
- John Zorn - voce, sintetizzatore, campionatore
- Bill Frisell - chitarra microtonale
- Fred Frith - basso
- Wayne Horvitz - tastiere, sintetizzatore, campionatore
- Joey Baron - percussioni, sacchi di foglie secche, mulinelli da pesca e pallettoni